# Stasimon
Le stasimon (grec ancien στάσιμον, sous-entendu μέλος = « chant de pied ferme ») est un moment de la tragédie grecque antique dans lequel le chœur, statique dans l’orchestra mais montrant ses émotions, commente et analyse la situation dramatique, grâce à une interruption de l'action. Selon la Souda, c'est le célèbre citharède Arion de Méthymne qui joua le premier stasimon.
Le stasimon est traditionnellement composé de strophes et d'antistrophes lyriques écrites en dialecte dorien, et accompagnées de la lyre ou de la flûte. Alors que les parties parlées de la tragédie utilisent surtout des rythmes iambiques, les parties chorales recourent à une plus grande variété de mètres, mêlant souvent iambes et dactyles. Aristote dans sa Poétique affirme que le stasimon est fondamentalement « un chant choral sans anapeste ni trochée ». La musique du stasimon ne suit pas en effet un rythme de marche.
Les stasima, schématiquement, viennent après :
- le prologue (précédant l'entrée du chœur), parlé ;
- la parodos (grec πάροδος, párodos), chant d’entrée du chœur, sur un rythme de marche.

Les stasima alternent avec les épisodes, parlés.
Les stasima prennent place avant l’exodos (grec ἔξοδος, éxodos), sortie parlée du chœur.
Dans les tragédies, plusieurs couples épisode/stasimon se succèdent, dont le nombre varie de deux à cinq.